# 显脉雪兔子
显脉雪兔子（学名：Saussurea chionophora）为菊科风毛菊属的植物，是中国的特有植物。分布在中国大陆的四川等地，生长于海拔4,300米至4,700米的地区，一般生于多石山坡，目前尚未由人工引种栽培。